# Marino Zorzato
Marino Zorzato (Cittadella, 10 maggio 1956) è un politico italiano.

## Biografia

### Attività politica
È consigliere comunale ed assessore del suo comune, San Martino di Lupari, dal 1985 al 1990 e vicesindaco dal 1990 al 1995.
Viene eletto consigliere della Provincia di Padova nel 1995 e continua questa esperienza fino alla fine del mandato, nel 1999. Rieletto, ha il ruolo di assessore provinciale per la successiva legislatura, che termina nel 2001.
Assume l'incarico di Presidente di Veneto Strade dal 2001 al 2006.
È eletto alla Camera dei Deputati il 21 maggio 2001 ed è Vicepresidente della V Commissione (Bilancio, Tesoro e Programmazione) dall'ottobre 2003 all'aprile 2006.
Il 21 aprile 2006 viene rieletto alla Camera dei Deputati ed è Capogruppo di Forza Italia in seno alla V Commissione (Bilancio, Tesoro e Programmazione) e Componente della Commissione Parlamentare per la semplificazione della legislazione, fino al termine anticipato della legislatura nel 2008.
Eletto nuovamente alla Camera dei Deputati il 22 aprile 2008, assume il ruolo di Presidente della Commissione Speciale per l'esame dei Disegni di Legge di conversione di Decreti Legge ed è Componente delle Commissioni VII (Cultura, Scienza e Istruzione) e V (Bilancio, Tesoro e Programmazione).
Guida inoltre il suo partito nella veste di Vice Coordinatore Vicario regionale Veneto del Popolo della Libertà, affiancando il Coordinatore Alberto Giorgetti.
Si dimette da deputato il 1º giugno 2010 per assumere l'incarico, fino al termine della legislatura nel 2015, di Vicepresidente ed Assessore della Giunta regionale del Veneto.
Le deleghe che gli vengono affidate durante questa esperienza sono quelle alla pianificazione territoriale e urbanistica, beni ambientali, culturali, e tutela del paesaggio, cultura, spettacolo e sport, programmazione (FAS), risorse umane, affari generali, demanio e patrimonio, sistema informatico ed e-government.
Il 16 novembre 2013, con la sospensione delle attività del Popolo della Libertà, aderisce al Nuovo Centrodestra guidato da Angelino Alfano.
Alle elezioni regionali in Veneto del 31 maggio 2015 viene rieletto Consigliere regionale in provincia di Padova, nella lista di Area Popolare, schierata a sostegno del candidato governatore Flavio Tosi.
Diviene capogruppo del Nuovo Centrodestra in Consiglio regionale; fa inoltre delle Commissioni consiliari I (politiche istituzionali, politiche dell'Unione europea e relazioni internazionali, politiche di bilancio e di programmazione) e V (politiche socio sanitarie).
Il 18 marzo 2017, con lo scioglimento del Nuovo Centrodestra, confluisce in Alternativa Popolare.
L'11 febbraio 2019 abbandona Alternativa Popolare e torna in Forza Italia, divenendone capogruppo in Consiglio regionale.